# Wellesbourne
Wellesbourne es una localidad situada en el condado de Warwickshire, en Inglaterra (Reino Unido). Según el censo de 2011, tiene una población de 5849 habitantes.
Está ubicada al sureste de la región Midlands del Oeste, cerca de las fronteras con las regiones Midlands del Este, Sudeste de Inglaterra y Sudoeste de Inglaterra, y de la ciudad de Coventry.